# Emil Naglo
Emil Ottomar Naglo (* 15. Februar 1845 in Laurahütte, Oberschlesien; † 12. September 1908 in Treptow) war ein deutscher Elektrotechniker und Industrieller.

## Herkunft
Seine Eltern waren der Direktor der Königs- und Laurahütte Moritz Naglo († 1877) und dessen Ehefrau Lina Harnisch († 1872). Sein Bruder Hugo Benno Ferdinand (1836–1892) wurde preußischer Generalmajor.

## Leben
1872 gründete er zusammen mit seinem älteren Bruder Wilhelm die Firma Telegraphenanstalt Gebr. Naglo in der Berliner Waldemarstr. 4, in der Telefone, Telegrafenapparate und elektrische Messgeräte produziert wurden. Mitte 1883 wurde Robert Stock engagiert. Am 20. Dezember 1883 erhielt der Blankenburger Bahnhof testweise eine elektrische Beleuchtung, am 14. September 1890 erhielt die Firma Naglo von der Stadt Blankenburg (Harz) den Auftrag zur Errichtung eines Kraftwerks. Nach Bauvorbereitungen im gleichen Jahr ging 1891 die Straßenbeleuchtung in Blankenburg in Betrieb. Im Jahr 1890 ging die Firma Naglo zur Starkstromtechnik über und produzierte Generatoren, Straßenbahnen und elektrische Beleuchtungseinrichtungen. Damit wurde die Firma ein ernsthafter Konkurrent für Siemens & Halske. 1897 verkaufte Naglo seine Firma an Schuckert & Co., die 1903 in die Siemens-Schuckertwerke GmbH einging.
Ende 1879 war er Mitbegründer des Elektrotechnischen Vereins in Berlin, in den Jahren 1901/1902 und von 1905 bis 1908 dessen stellvertretender sowie 1904 dessen erster Vorsitzender. Dem Vorstand des Vereins Deutscher Elektrotechniker (VDE) gehörte Naglo in den Jahren 1895 bis 1897 an. Er war auch seit dem Jahr 1894 Mitglied des Vereins Deutscher Ingenieure (VDI) und des Berliner Bezirksvereins des VDI.

## Familie
Naglo heiratete 1878 Margarethe Borjeau. Das Paar hatte zwei Söhne und eine Tochter. Im Jahr 1891 heiratete er Elisabeth Sponnagel. Die Ehe blieb kinderlos.